# Blåsträsket (Lycksele socken, Lappland)
Blåsträsket är en sjö i Lycksele kommun och Malå kommun i Lappland och ingår i Umeälvens huvudavrinningsområde. Sjön har en area på 0,85 kvadratkilometer och ligger 351 meter över havet.

## Delavrinningsområde
Blåsträsket ingår i det delavrinningsområde (723677-161522) som SMHI kallar för Utloppet av Blåsträsket. Medelhöjden är 361 meter över havet och ytan är 9,29 kvadratkilometer. Räknas de 6 avrinningsområdena uppströms in blir den ackumulerade arean 51,34 kvadratkilometer. Mattjokbäcken (Kvarnbäcken) som avvattnar avrinningsområdet har biflödesordning 3, vilket innebär att vattnet flödar genom totalt 3 vattendrag innan det når havet efter 251 kilometer. Avrinningsområdet består mestadels av skog (48 procent) och sankmarker (42 procent). Avrinningsområdet har 0,91 kvadratkilometer vattenytor vilket ger det en sjöprocent på 9,7 procent.